# Сегу
Сегу́ (фр. Ségou) — город, расположенный в центре южной части Мали, лежащий в 235 км к северо-востоку от Бамако на реке Нигер, регион Сегу. Основан в 1620 году поселенцами народа бозо́. Сейчас город является третьим в Мали по численности населения, которое составляет около 100 тыс. человек.
В прошлом столица империи бамбара, сейчас Сегу столица одной из крупнейших административных областей Мали. Он также известен как Баланзан, в честь местного дерева (Faidherbia albida, Акация беловатая). Сегу подвергался многочисленным завоеваниям и сменой правителей, но всегда оставался торговым центром для других городов, где всегда можно было купить или продать зерно и скот.

## История
Расцвет города начинается в 1712 году, когда Би́тон Мамари́ Кулибали́ основал империю Сегу, и стал её императором. В 1796 году в Сегу побывал первый европеец — Мунго Парк. В 1861 году город был завоёван Эль-Хадж Умар Таллом и включён в империю Тиджания Омара ал-Хаджа, пока в 1892 году французская армия под командованием полковника Луи Аршинара не вторглась в Сегу.

### Происхождение
Некоторые утверждают, что название Сегу-Коро, происходит от «Sikoro» — что означает плоды дерева Ши. Некоторые утверждают, что селение было названо в честь основателя мурабита Сеику, но большинство придерживаются мнения, что Сегу был основан рыбаками бозе, которые строили свои селения вдоль Нигера.
В XI веке в эти места массово мигрировали народы сонинке, бежавшие от наступавшей империи Гана. Считается, что Каладиян Кулибали — основатель династии Кулибали, приказал основать здесь оседлое поселение. Позднее династия Диарра перенесла столицу империи бамбара в Сегу.

### Сегу-Коро
Сегу-Коро расположен в 15 км от Сегу, по дороге в Бамако. Он был основан Каладияном Кулибали в 1600-х годах, когда бамбара уходили из Дженне. Данфассари Кулибали, сын Каладияна, продолжает дело отца — укрепляя и расширяя город. После смерти Каладияна, его старшему внуку Мамари, также известному как Битон, удаётся добиться процветания города. В настоящее время город практически не изменился, в нём сохраняются древняя архитектура и традиции.

### Империя Бамбара (Сегу)
Каладиян Кулибали увёл бамбаров из Дженне, чтобы основать город для своей нации. Постепенно город, получивший название Сегу-Коро, с простой социальной структурой, которая сводилась к земледелию и охоте, стал приобретать более сложную систему управления, с доминирование династий. Один из потомков Кулибали — Мамари, стал начальником Bi-Ton, а потом взял имя Битон. Он создал организованную армию, расширив территорию Сегу до владений Томбукту, объявив эту территорию империи Сегу, а себя — императором. При его правлении в состав империи были включены города Махина и Дженне. После смерти Битон Мамари в 1755 году, Нголо Диарра получил право управлять империей Сегу и основал династию Диарра. Нголо Диарра правил Сегу до девятнадцатого века. Он переместил столицу империи из Сегу-Коро в Сегу, где проживала его семья. Диарра продолжил завоевания Битон, расширив границы империи до Гвинеи.

### Завоевание
В 1861 году Эль-Хадж Умар Талл захватил город, повлияв на вероисповедание населения, заставив всех принять ислам. Его сын Ахмад правил Сегу до 1892 года. Французская колониальная армия вторглась в Сегу и сделала его Административным Центром Управления Нигера до 1932 года.

## География

### Местоположение
Сегу находится в 235 км от Бамако на реке Нигер, является столицей одноимённого региона площадью 64 821 км². Регион граничит с другими странами — Буркина-Фасо на юго-востоке и Мавританией на севере, а также с другими регионами Мали — Мопти на востоке, Куликоро на западе и Сикасо на юге.

### Климат
Регион Сегу характеризуется полузасушливым климатом, используя для орошения земельных угодий две водные артерии — Нигер и Бани. Два основных погодных сезона: сезон дождей и сухой сезон. Первый начинается в июне и длится около четырёх месяцев до сентября. Второй сезон состоит из холодного и жаркого периодов. Среднегодовое количество осадков около 513 мм.
| Показатель                                  | Янв. | Фев. | Март | Апр. | Май  | Июнь | Июль  | Авг.  | Сен.  | Окт. | Нояб. | Дек. | Год   |
| ------------------------------------------- | ---- | ---- | ---- | ---- | ---- | ---- | ----- | ----- | ----- | ---- | ----- | ---- | ----- |
| Средний суточный максимум, °C               | 32,5 | 35,6 | 38,0 | 39,7 | 39,5 | 36,4 | 32,9  | 31,2  | 32,2  | 35,5 | 35,7  | 32,6 | 35,1  |
| Средняя температура, °C                     | 24,5 | 27,3 | 30,0 | 32,5 | 32,9 | 30,6 | 28,0  | 26,8  | 27,3  | 28,9 | 27,6  | 24,7 | 28,4  |
| Средний суточный минимум, °C                | 16,5 | 19,0 | 22,1 | 25,2 | 26,4 | 24,8 | 23,0  | 22,5  | 22,4  | 22,2 | 19,5  | 16,9 | 21,7  |
| Норма осадков, мм                           | 1,2  | 0,1  | 2,6  | 8,5  | 34,6 | 81,2 | 177,1 | 219,9 | 122,1 | 26,3 | 1,7   | 0,6  | 675,9 |
| Источник: World Weather Information Service |      |      |      |      |      |      |       |       |       |      |       |      |       |

## Демография
Население региона на 2009 год составляло 2 338 349 человек. Сельское население ведёт в основном кочевой или оседлый образ жизни и состоит из множества этнических групп: бамбара, бозо, пул, сонинке, мандинка и тукулёр. Самой многочисленной этнической группой являются бамбары, занимающиеся в основном фермерством. Вторые по численности бозе, как правило селятся на берегах Нигера и занимаются рыбной ловлей. Также они занимаются водной переправой людей и товаров, поскольку знают все отмели и сезонные разливы Нигера. Остальные народности не столь многочисленны и занимаются в основном торговлей и путешествиями, сохраняя традиции предков.

## Экономика
Основными видами экономической деятельности Сегу являются сельское хозяйство, скотоводство и рыбная ловля. Всё производство в основном ориентировано на местное население. Крупными переработками занимаются три фабрики: COMATEX, CMDT и SUKALA.

## Искусство и культура
Бамбары передавали друг другу свои знания устно, поэтому большая часть их культурного наследия нам неизвестна. Сохранившееся культурные образы включают в себя традиционные музыкальные инструменты, прекрасные барды-гриоты, фольклорные ансамбли, а также маски и марионетки.
Их религиозные убеждения довольно неоднозначны. Бамбары анимисты, но в то же время испытывают фетишизм к культурным обычаям, тотемам и монизму. Наиболее известные в Сегу ремёсла: изделия из керамики, ткачество (одеяла, накидки и ковры), изготовление боголана, а также живопись и скульптура. Также Сегу считается центром гончарного производства Мали.
В Сегу распространены два архитектурных стиля: французский колониальный и традиционный — суданский и неосуданский. Суданскими стилями оформлены общественные здания и важные резиденции. Памятники и большая мечеть также строятся в этом стиле. Ранее использовавшиеся материалы для строительства были очень низкого качества, и теперь их приходится восстанавливать, чтобы не было утрачено наследие предков. Главной достопримечательностью города является водонапорная башня, расположенная в центре города.

## Известные уроженцы и жители
- Талль, Мунтага (род. 1956) — малийский политик.

## Города-побратимы
- Ангулем, Франция.
- Ричмонд, штат Виргиния, США.

## Галерея

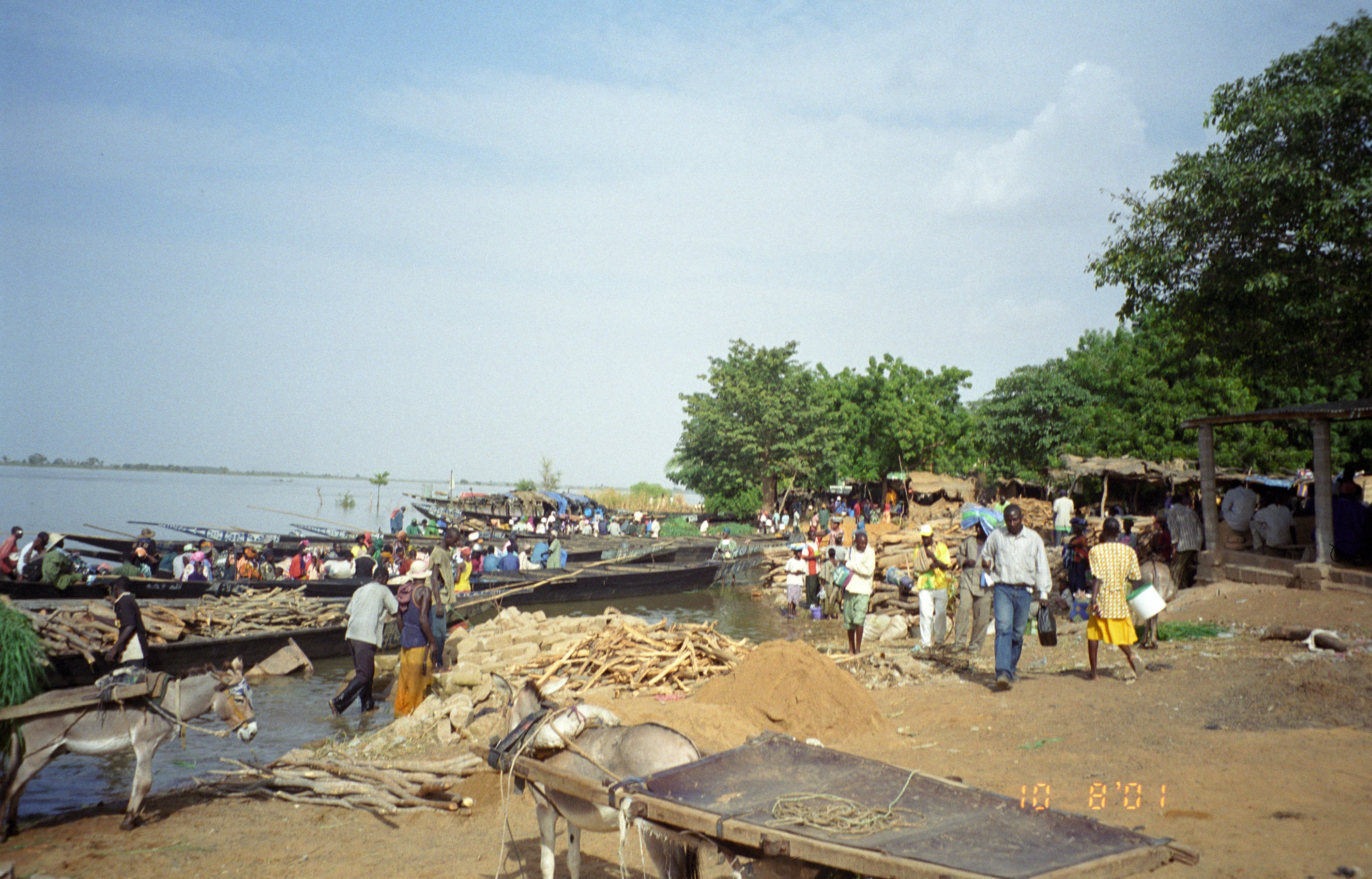
Рынок Сегу на берегах Нигера
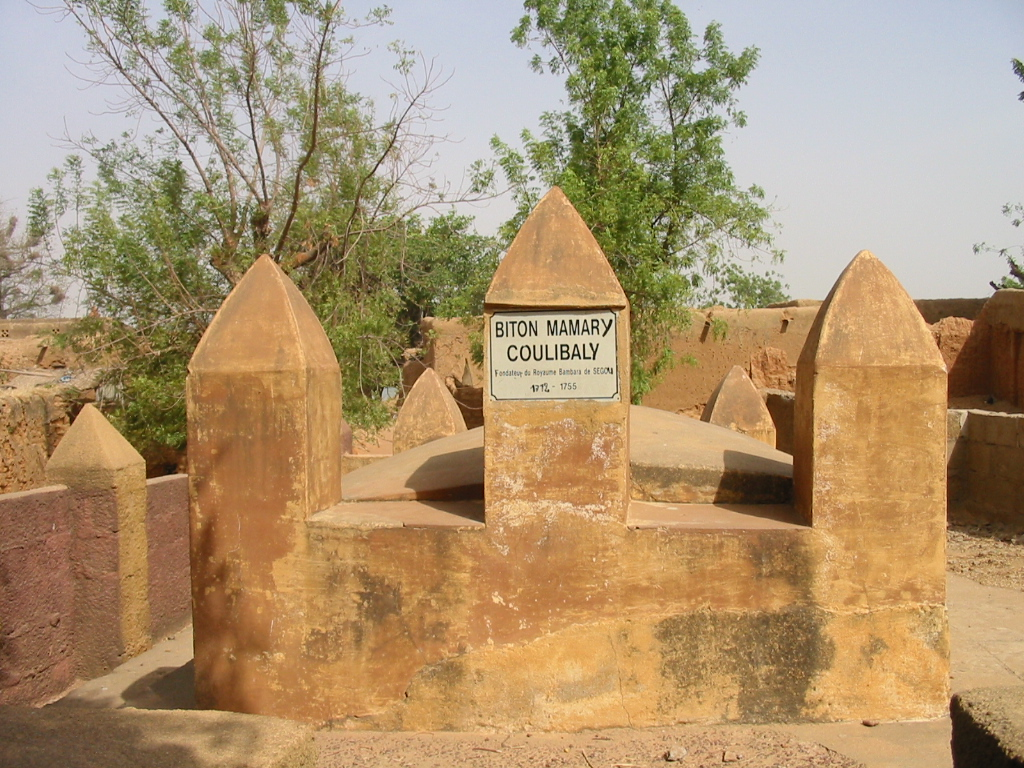
Гробница Битон Мамари Кулибали
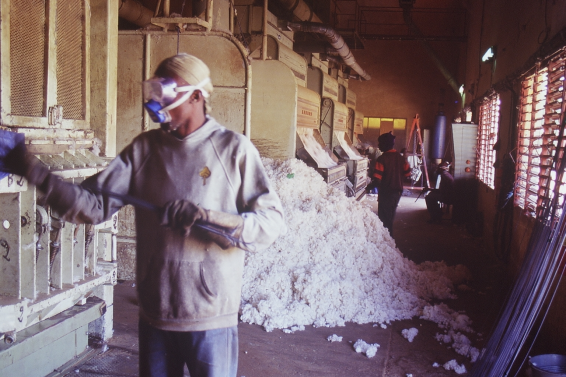
Обработка хлопка на фабрике CMDT.
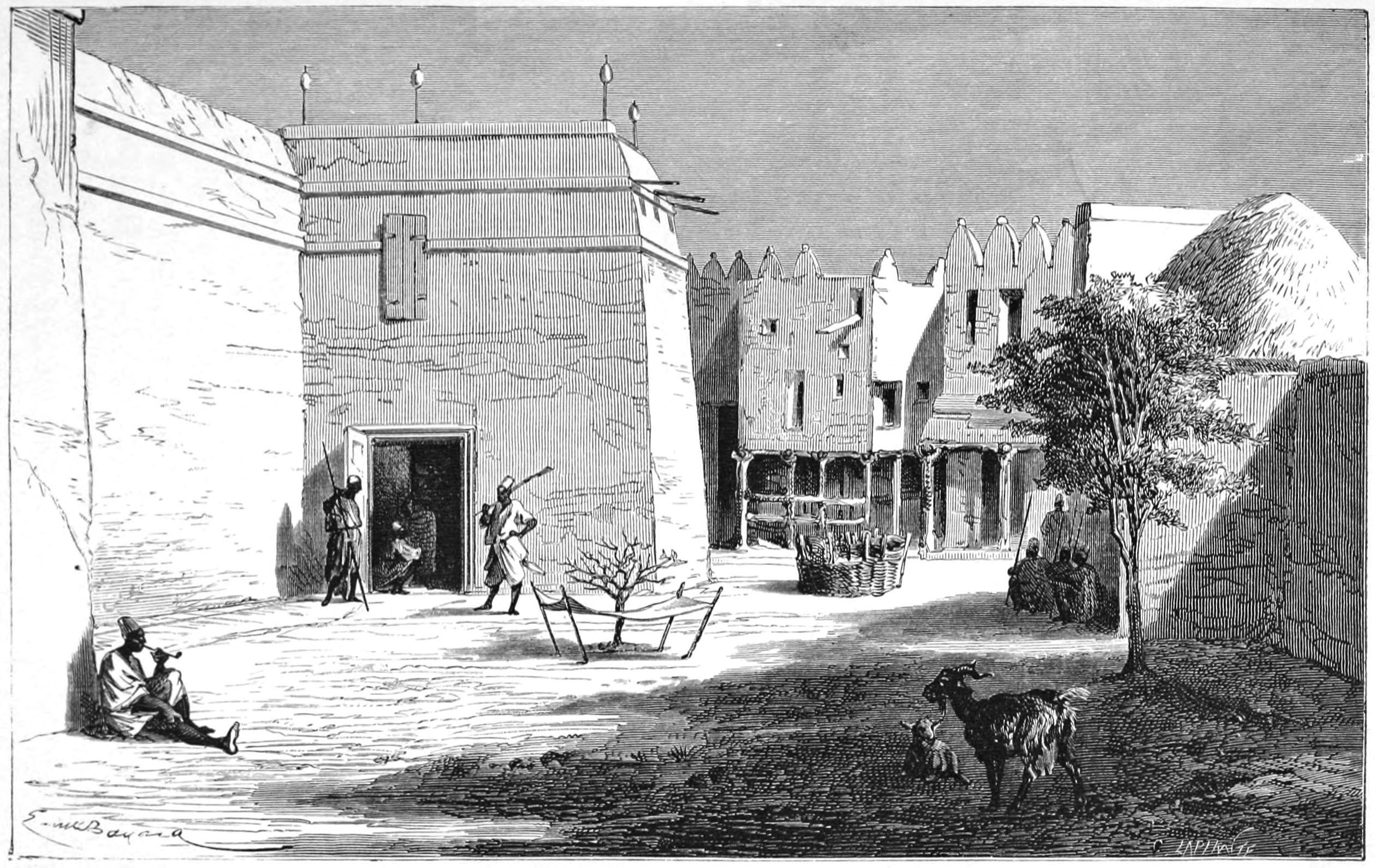
Дворец Амаду (1872)
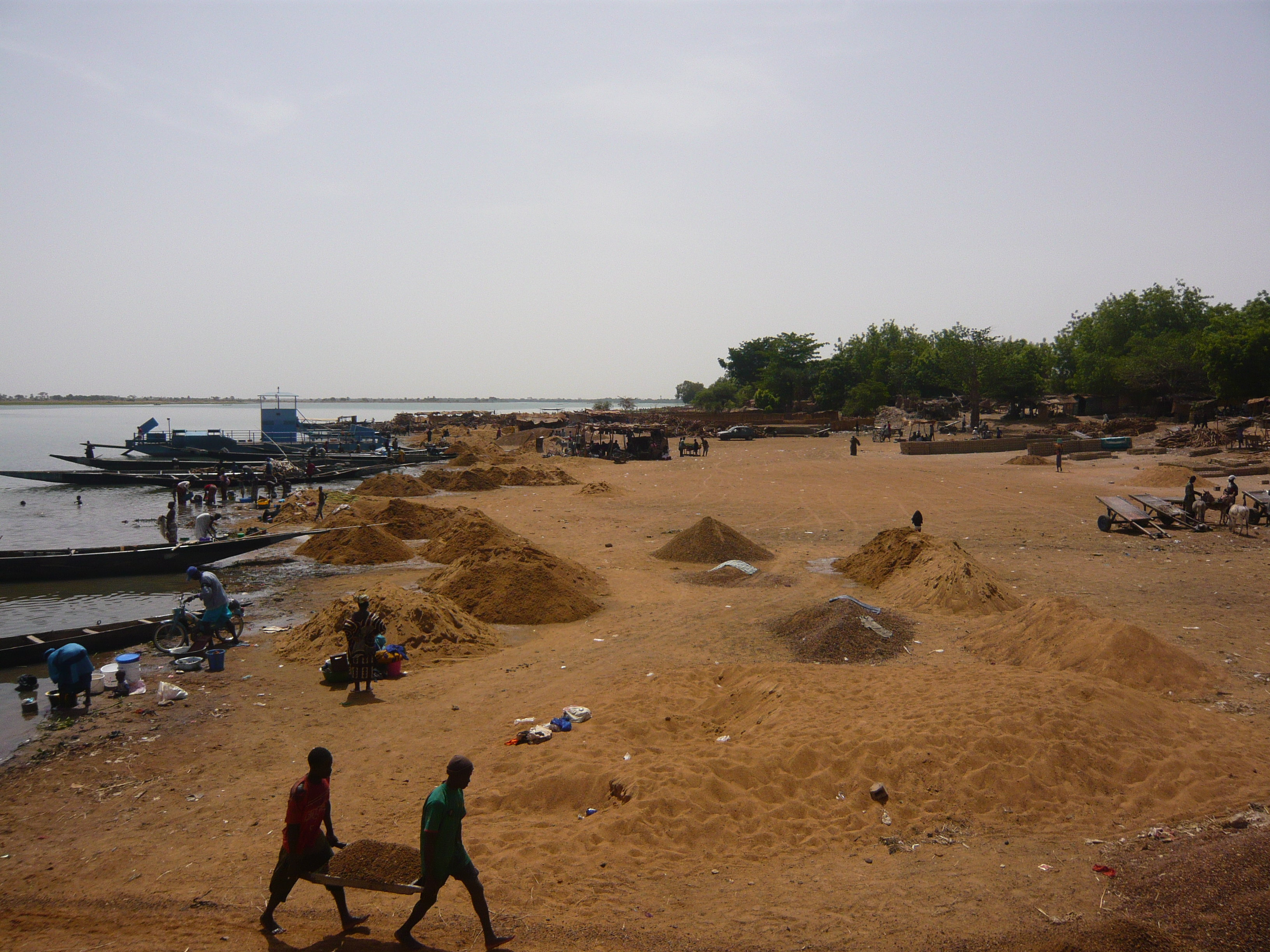
Рабочие Сегу